# Dzidzibachí
Dzidzibachí es una localidad del municipio de Halachó en el estado de Yucatán, México.

## Toponimia
El nombre (Dzidzibachí) proviene del idioma maya.

## Demografía
Según el censo de 2005 realizado por el INEGI, la población de la localidad era de 722 habitantes, de los cuales 356 eran hombres y 366 eran mujeres.
| 233                         | 264 | 180 | 206 | 156 | 173 | 214 | 0 | 287 | 523 | 607 | 611 | 722 |
| (Fuente: INEGI [Consultar]) |     |     |     |     |     |     |   |     |     |     |     |     |